# ريفير هيل سوفت
ريفير هيل سوفت، هي شركة يابانية سابقة، كانت الشركة تقوم بتطوير ونشر ألعاب الفيديو، تأسست سنة 1982، وكان مقرها في محافظة فوكوكا، وتم حل الشركة سنة 2004.